# Grozny-City
Grozny-City (ros. Грозный-Сити Groznyj-City) – kompleks wieżowców w Groznym w Rosji, położony w centrum miasta, wzdłuż głównej alei nazwanej imieniem Kadyrowa, nad brzegiem rzeki Sunża, w pobliżu meczetu Achmada Kadyrowa. Istniejące założenie biznesowe jest pierwszym etap budowy nowego centrum miasta Grozny. Kompleks otwarto 5 października 2011 roku, w otwarciu wzięło udział kilku zagranicznych aktorów i muzyków m.in.: Jean-Claude Van Damme, Hilary Swank czy Vanessa-Mae, którzy spotkali się później z krytyką państw zachodnich.
Drugim etapem jest planowana budowa tzw. „Grozny-City 2” z wieżowcem „Akhmat Tower”  mającym 79 kondygnacji mierzącym 400 metrów wysokości oraz centrum „Chess Academy” o wysokości 189 metrów będącym w budowie.

## Układ
Powierzchnia całkowita kompleksu zajmuje około 4,5 ha, na jego obszarze w latach 2007 - 2011  wybudowano siedem wieżowców o przeznaczeniu: hotelowym, biurowym, biznesowym i mieszkalnym. Najwyższy z budynków posiada 40 kondygnacji nadziemnych i mierzy 150 metrów wysokości zajmuje go 5 gwiazdkowy hotel „Pheonix” z 303 apartamentami hotelowymi, jeden z apartamentów należy do francuskiego aktora Gérarda Depardieu. W hotelu znajduje się basen, spa, siłownia, 3 restauracje, kawiarnia pod przezroczystą kopułą zlokalizowana na 32 piętrze, oraz pawilony handlowe. Na jego dachu znajduje się najwyżej położony na terenie Rosji, zegar tradycyjny o średnicy 13,6 metra i wadze około 5,7 ton. Pozostałe mierzą odpowiednio 30, 28, 28, 28, 18, 18 kondygnacji. W 30-kondygnacyjnym znajdują się biura, oraz centrum biznesowe o powierzchni około 34 000 m², wraz z lądowiskiem dla helikopterów. Pozostałe budynki mają funkcję mieszkalną. Łączna liczba mieszkań w budynkach mieszkalnych wynosi 700. Powierzchnia każdego z mieszkań wynosi od 68 do 280 m². Pod każdym z wieżowców znajdują się piętrowe parkingi podziemne o łącznej pojemności około 3000 sztuk pojazdów.

## Pożar
W dniu 3 kwietnia 2013 w wieżowcu  "Olympus" wybuchł pożar, który objął większość powierzchni zachodniej elewacji. W czasie trwającego pożaru straży pożarnej udało się ewakuować wszystkich  jego mieszkańców. Według wstępnych danych policji, pożar wybuchł w wyniku miejscowego spięcia uszkodzonego klimatyzatora, a także powołując się na źródła prasowe z powodu użycia tanich materiałów kompozytowych paneli i płyt z tworzyw sztucznych z których składała się elewacja.
Rekonstrukcję wieżowca rozpoczęto kilka dni po pożarze. Jego zewnętrzny wygląd nie uległ zmianie poza barwą paneli okrywających elewacji. Wcześniejszą nazwę „Olympus” zmieniono na „Pheonix” na cześć mitycznego stworzenia Feniksa. Wyremontowany budynek przywrócono do użytku 1 października 2013, poinformował o tym Ramzan Kadyrow.

Galeria kompleksu
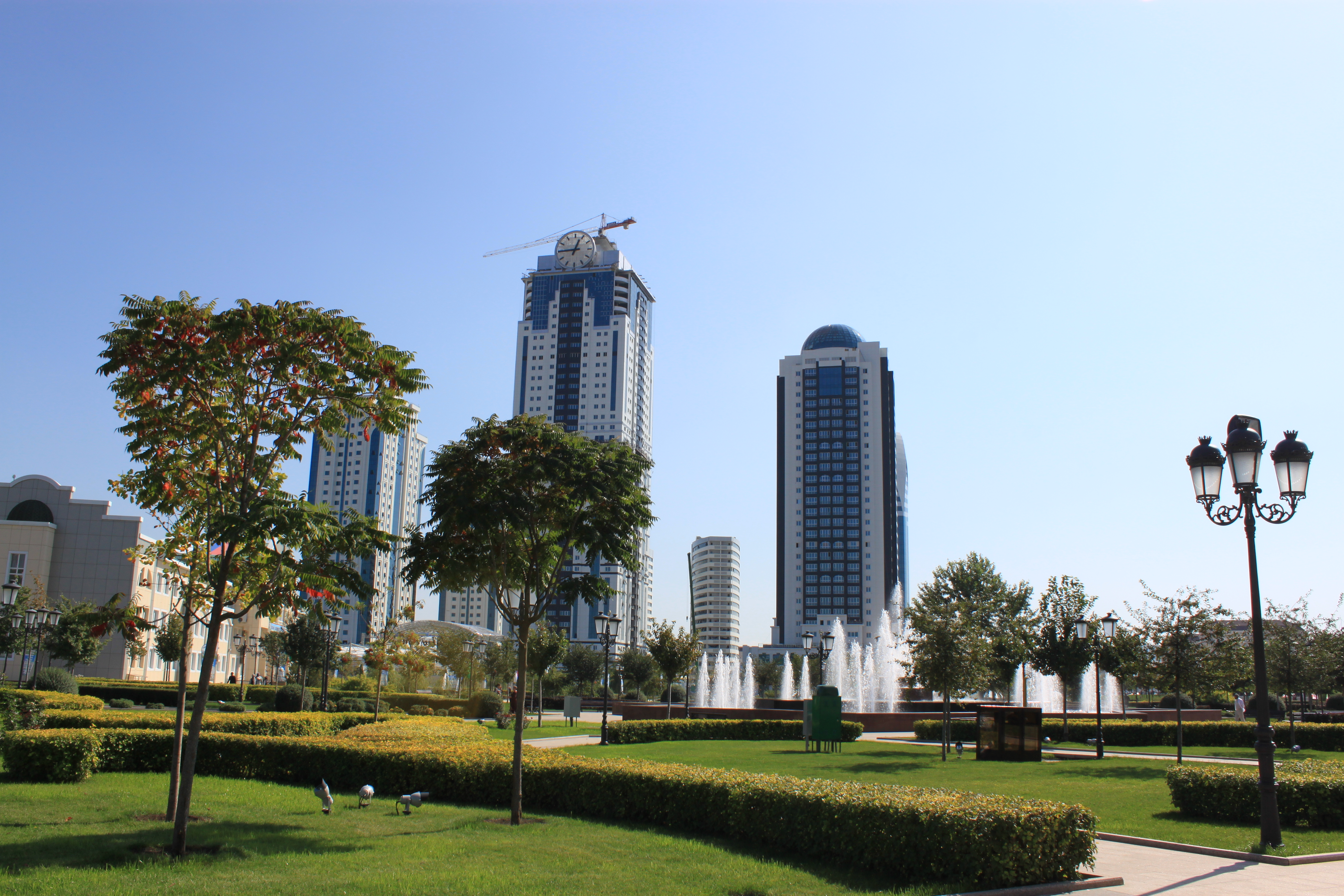
2011 rok
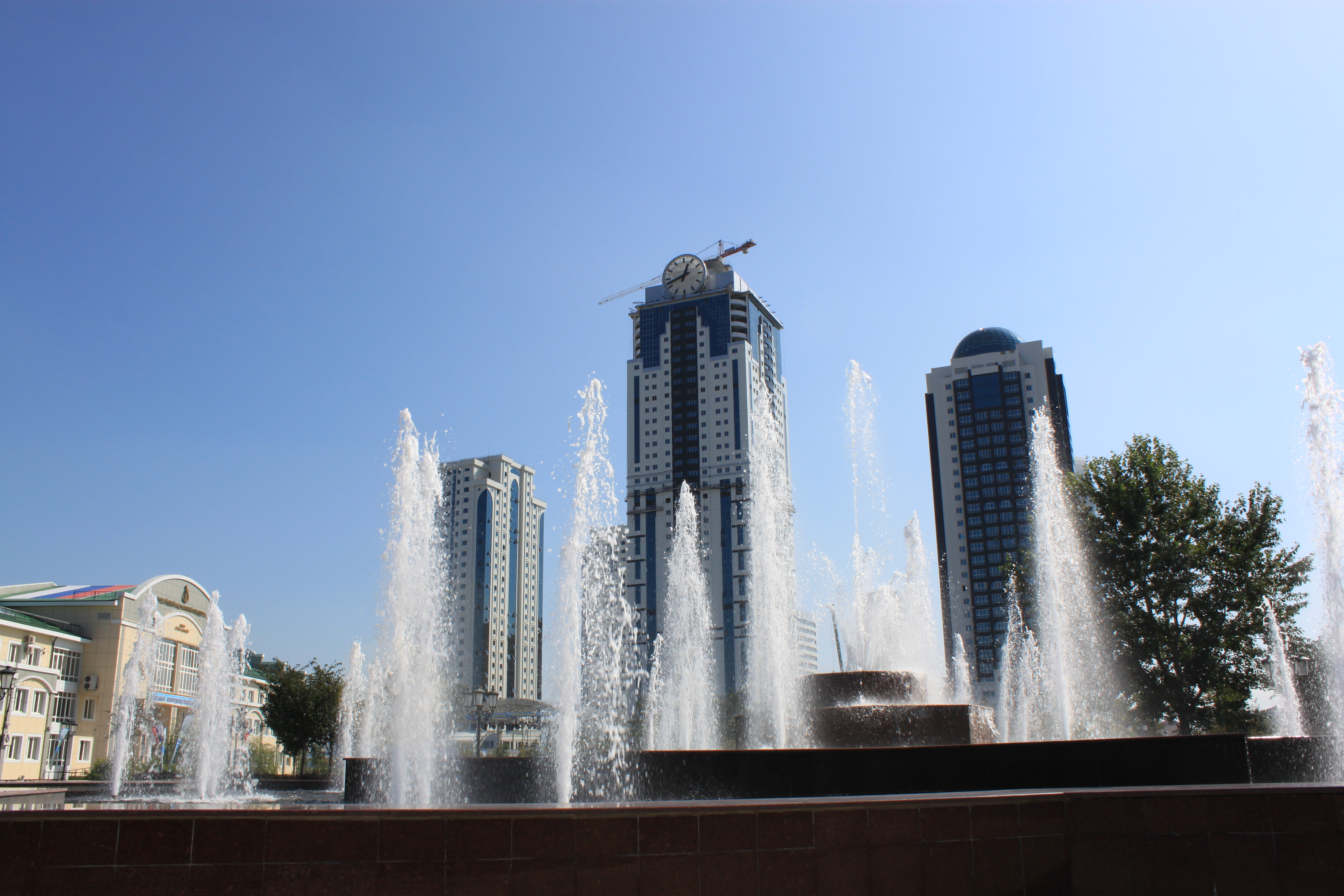
2011 rok
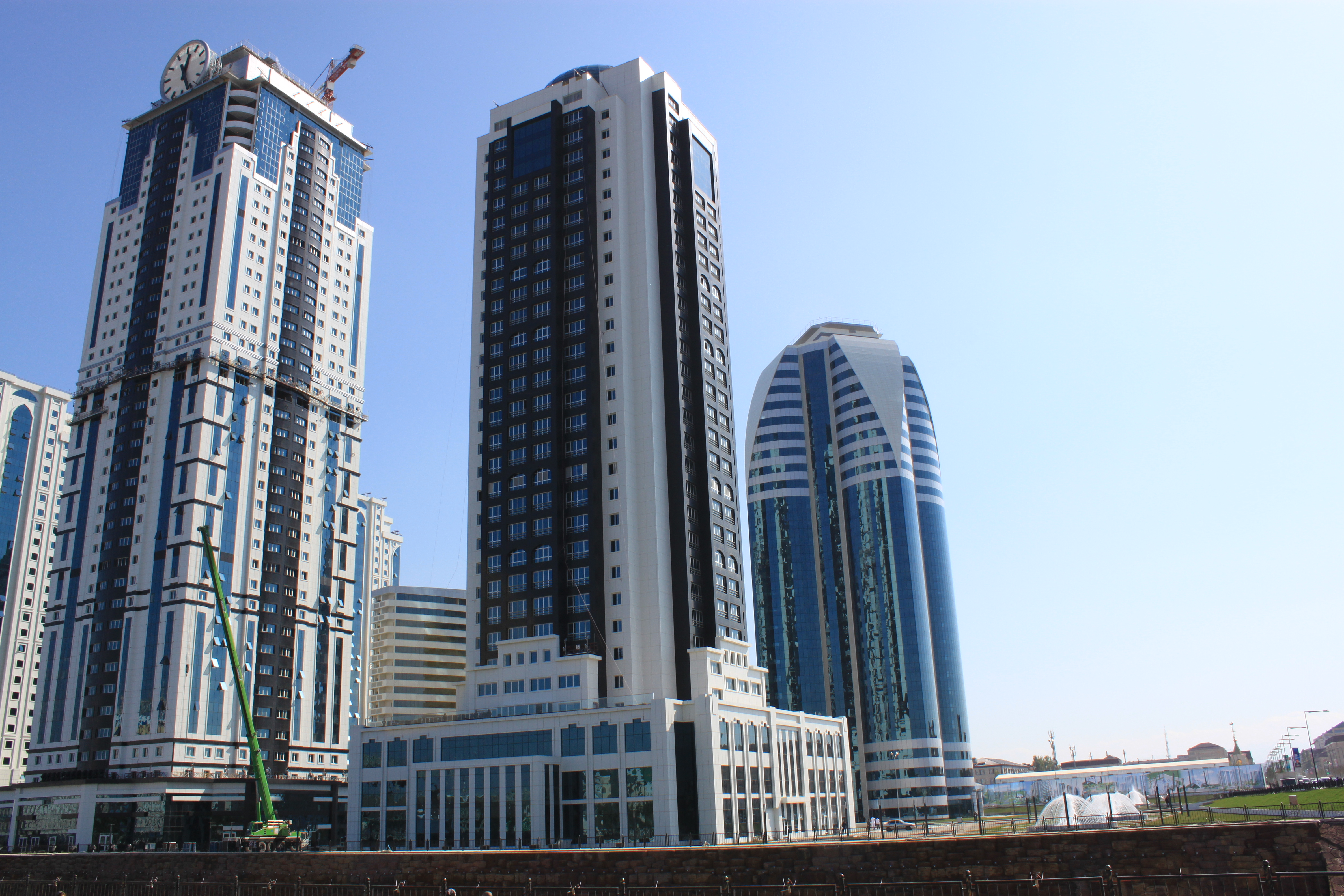
2011 rok
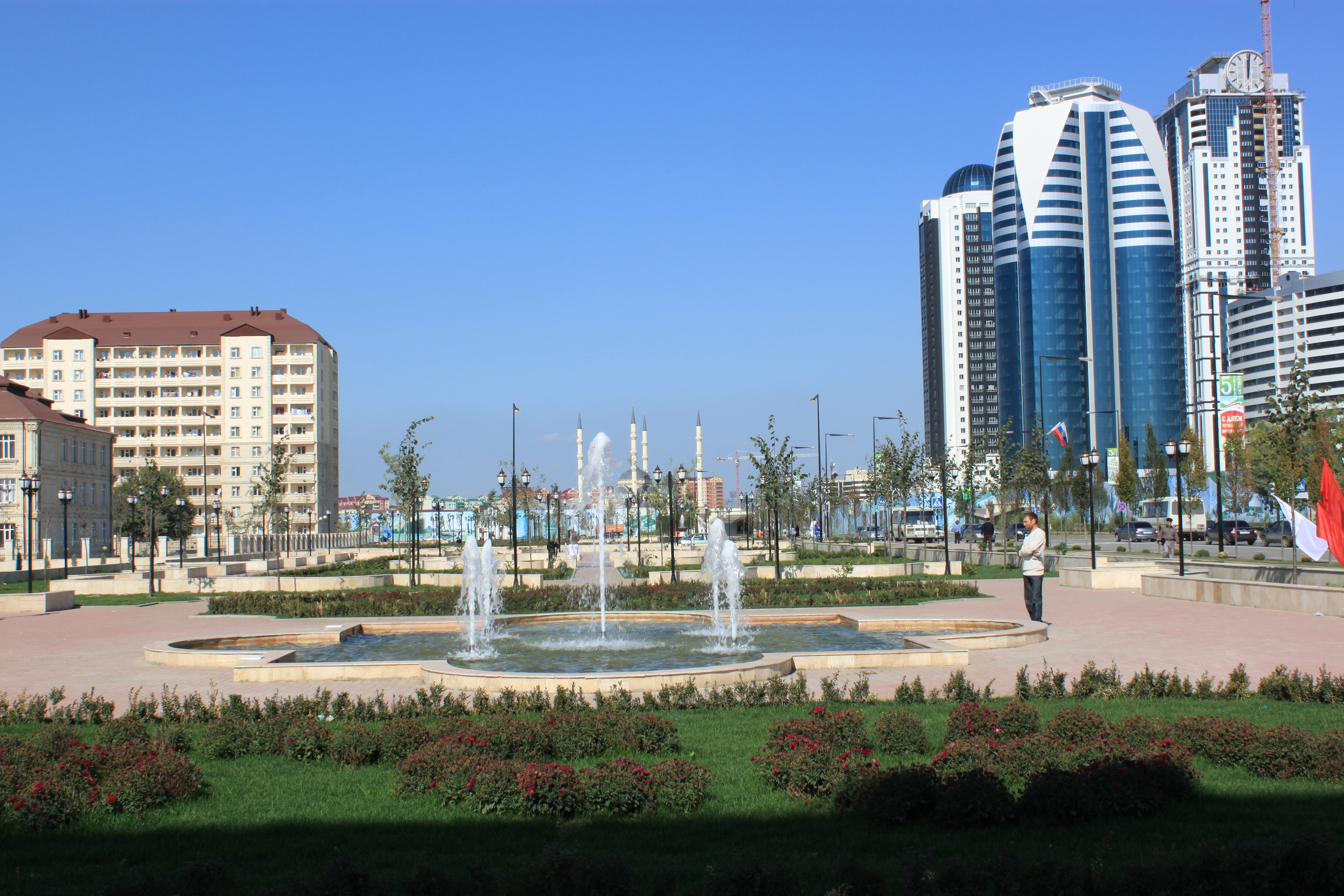
2011 rok